# Moenkhausia diamantina
Moenkhausia diamantina is een straalvinnige vissensoort uit de familie van de karperzalmen (Characidae). De soort is genoemd naar het natuurgebied Chapada Diamantina in de Braziliaanse staat Bahia waar M. Diamantina in de rivier Paraguaçu voorkomt. Hij bereikt een maximale lengte van 6,6 centimeter. De beschermingsstatus van deze soort is onbekend.